# ذونات
ذونات (به لاتین: Dhunat) یک منطقهٔ مسکونی در بنگلادش است که در ناحیه بوگرا واقع شده‌است. ذونات ۲۴۷٫۷۳ کیلومتر مربع مساحت و ۲۹۲٬۴۰۴ نفر جمعیت دارد.